# Ilex brandegeeana
Ilex brandegeeana är en järneksväxtart som beskrevs av Ludwig Eduard Loesener. Ilex brandegeeana ingår i släktet järnekar, och familjen järneksväxter. Inga underarter finns listade i Catalogue of Life.